# Oberhasli, Zürich
Oberhasli är en ort i kommunen Niederhasli i kantonen Zürich i Schweiz. Den ligger cirka 11 kilometer nordväst om centrala Zürich. Orten har 2 205 invånare (2021).